# Hudsonia tomentosa
Hudsonia tomentosa är en solvändeväxtart som beskrevs av Thomas Nuttall. Hudsonia tomentosa ingår i släktet Hudsonia och familjen solvändeväxter. Utöver nominatformen finns också underarten H. t. intermedia.

## Bildgalleri

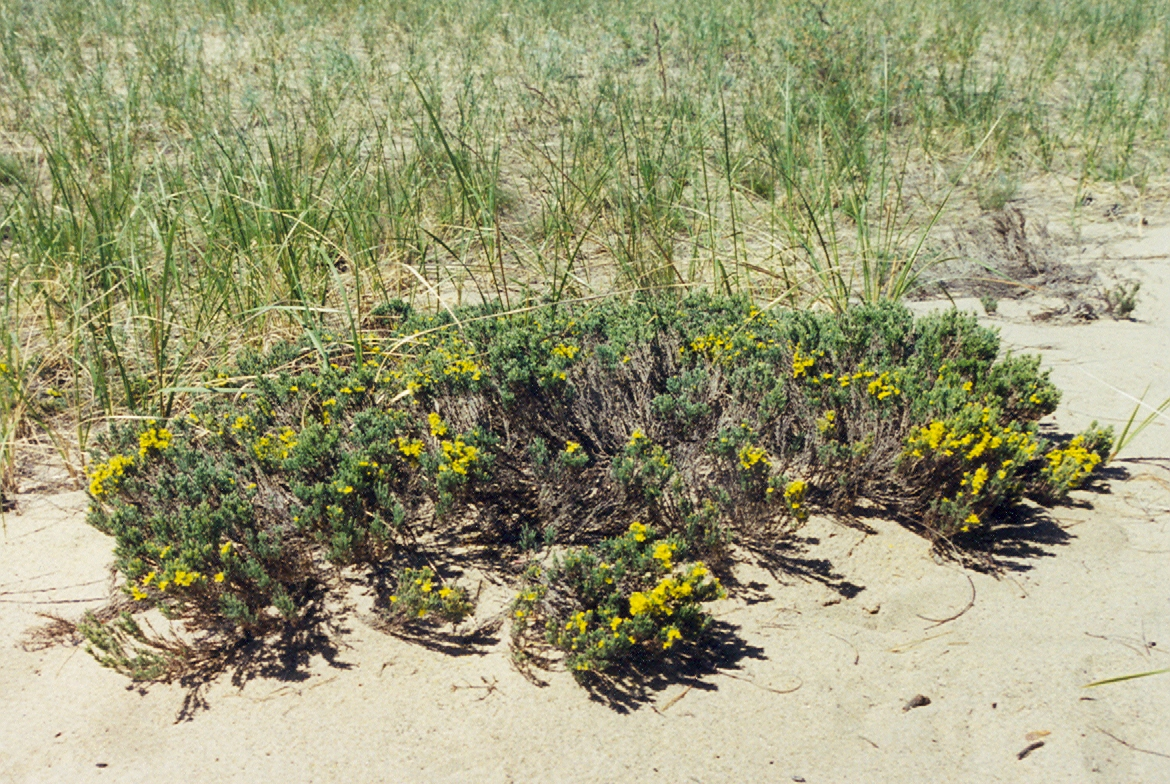
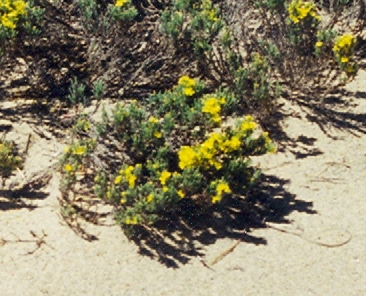
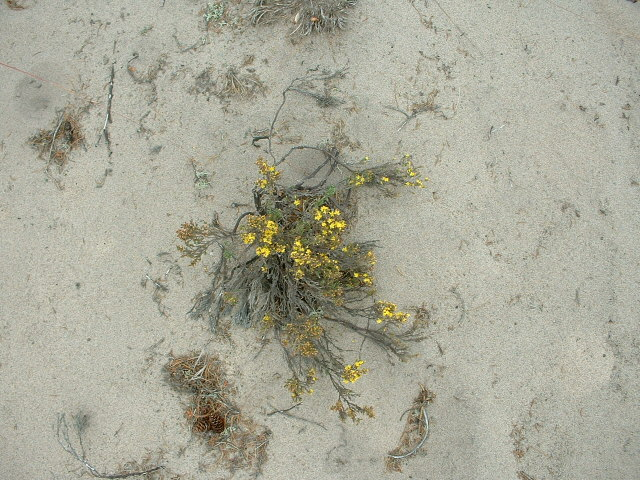
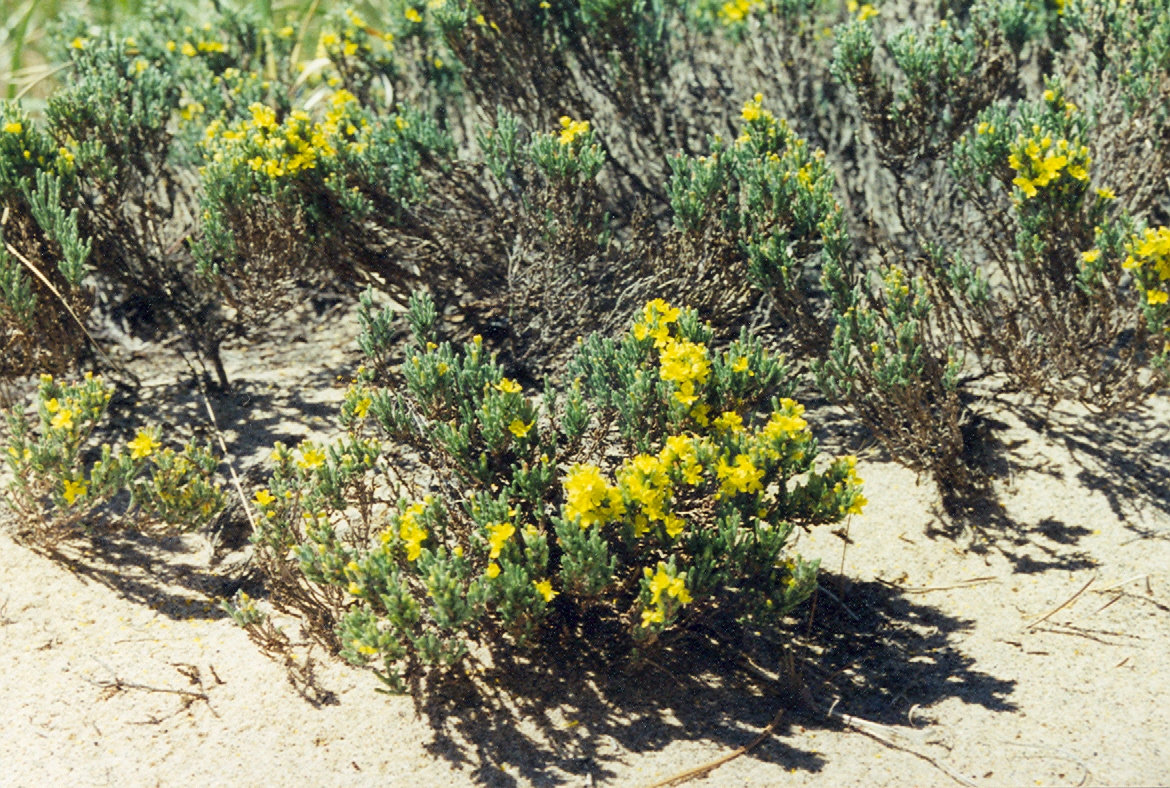